# مهرداد پنجم، پادشاه پنتوس

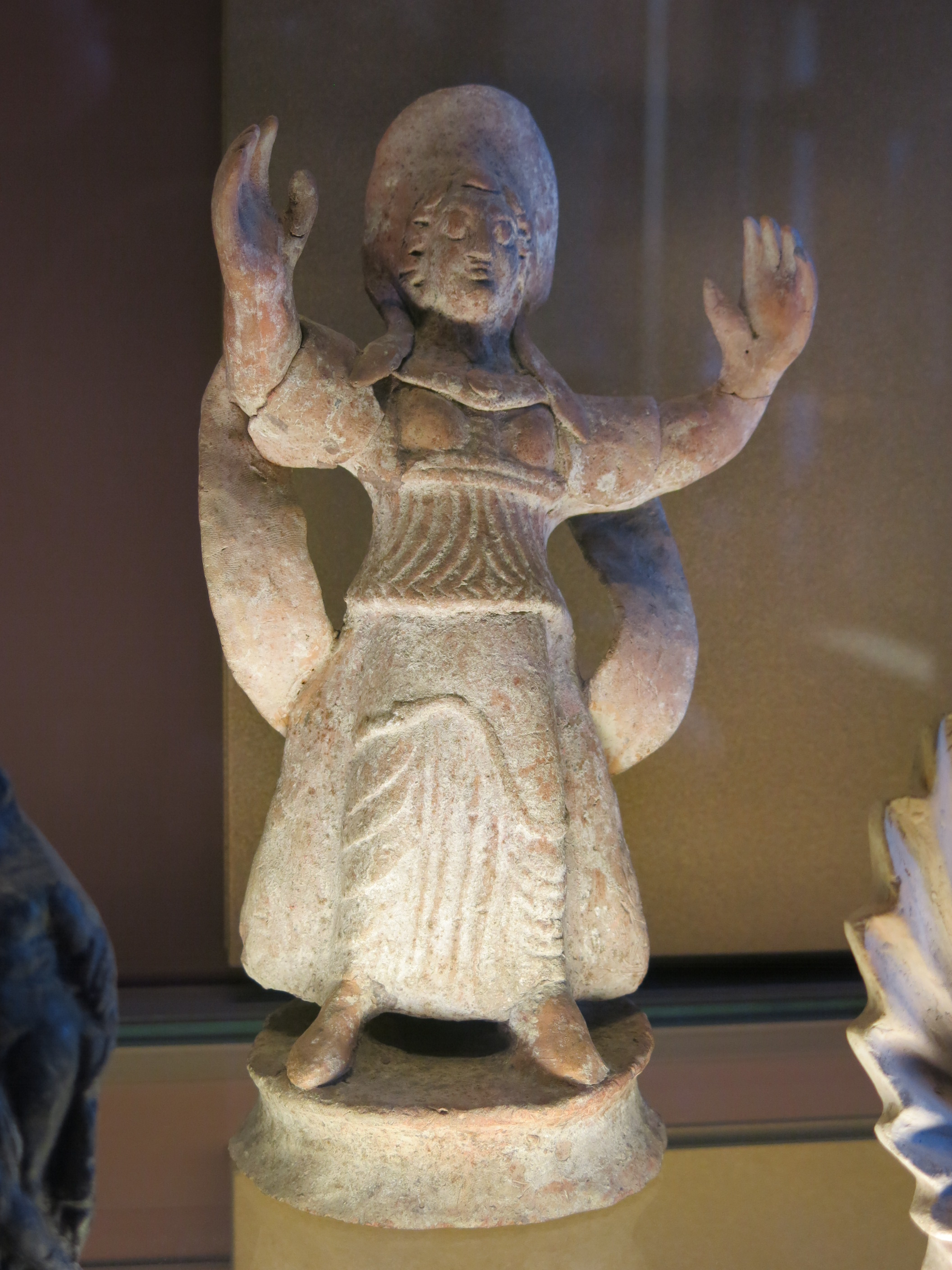
مجسمه مهرداد پنجم پنتوس

مهرداد پنجم یا مهرداد نیکوکار (یونانی: Μιθριδάτης ὁ εὐεργέτης) هفتمین پادشاه ثروتمند پادشاهی پنتوس بود. وی یک مقدونیه‌ای یونانی ایرانی‌تبار بود. وی فرزند فارناک یکم پنجمین پادشاه پونتوس و نیسا بود.

## بن مایه
1. ↑  Erciyas, Wealth, aristocracy and royal propaganda under the Hellenistic kingdom of the Mithradatids in the Central Black Sea Region in Turkey p.122